# Lobophytum rotundum
Lobophytum rotundum is een zachte koraalsoort uit de familie Alcyoniidae. De koraalsoort komt uit het geslacht Lobophytum. Lobophytum rotundum werd in 1957 voor het eerst wetenschappelijk beschreven door Tixier-Durivault. 